# 李存美
李 存美（り そんび、生没年不詳）は、後唐の太祖李克用の三男。荘宗李存勗の異母弟。半身不随であった。

## 生涯
同光3年（925年）、長兄の荘宗により邕王に封ぜられた。
同光4年（926年）、荘宗は禁軍によって殺害され、李存美を除く荘宗の弟も全員殺害された。その後、李存美は晋陽に居を遷した。

## 伝記資料
- 『新五代史』
- 『旧五代史』
- 『資治通鑑』